# 記号価値
記号価値（きごうかち、sign value）とは、商品に内在する価値のうち、商品そのものからの効用から離れ、地位や権威といったシンボル的意味を持つものである。ソースティン・ヴェブレンやジャン・ボードリヤールらによって提唱され、理論化されていった。
1899年に発表された「有閑階級の理論」において、ヴェブレンは、上流階級には社会的威信を得るために誇示的消費、顕示的消費といえる行動があることを指摘した。高級な衣服には、実用性とは別に、高級・高価であること自体に価値があり、それを所有することで自らの社会階層を示す効果があるとした。その後、1970年代に入ると、ボードリヤールが消費社会が進展するにつれ、消費者は、商品の機能や品質などの「使用価値」よりも、商品が持つ意味や象徴性としての「記号価値」の影響を強く受けていくと指摘し、ここから記号価値の研究・理論化が進んでいく。
- 携帯電話

単なる通信手段ではなく、メールでじゃれ合い、同世代の仲間であることを確認し合う。ピアグループの内部で、自分の位置がどこにあるかを確認する。
- ハーフパンツ

小学生のピアグループにおいて、自分は既に半ズボンに代表される子供服から卒業しており、恋人募集中であることを主張することにより、若者を志向する集団の均質性を維持する。トランクスにも、同様の価値がある。翻せば、半ズボンにはまだ保護されるべき子供を主張する価値があり、白ブリーフもまた同じである。